# エヌ・ティー・エス (旅行代理店)
株式会社エヌ・ティー・エス (NTS) はかつて、旅行会社向けに海外航空券の販売を行っていた企業で、日本通運の100%子会社であった。

## 概要
1979年に日通トラベルサービスとして設立。2002年頃までは東京地区の旅行業者向けエアオン（格安航空券）販売においてJTB系のトラベルプラザインターナショナルとマーケットを二分する業績を上げていた。2008年2月1日に愛知県のNNT及び大阪府の大阪トラベルサービスの2社を吸収合併した。
2009年からは予約から発券まで全てWeb上で完結可能な「クリックチケット」の展開を開始し、2011年8月には各旅行会社のGDSで作成した予約記録をWebサイトで発券を可能にする「クリックチケットネクスト」が開発された。
しかしながら、旅行業界を取り巻く環境の悪化や、日本通運のコア事業である物流事業への集中に伴い、同じく日本通運の子会社であった日通旅行株式会社と共に2021年3月31日をもって解散し、同年6月に清算決了。日本通運は旅行事業から撤退することとなった。

## 本社・支社
- 本社
  - 〒105-0004 東京都港区新橋一丁目5番2号　日通航空ビル3階
- 中部支社
  - 〒460-0003 愛知県名古屋市中区錦一丁目5-28 日通旅行伏見ビル4階
- 西日本支社
  - 〒541-0041 大阪府大阪市中央区北浜一丁目1-6 日通北浜ビル2階